# Schalksbach (Eyach)
Der Schalksbach, am Oberlauf Roschbach, am Mittellauf Büttenbach genannt, ist ein 8,8 km langer rechter Zufluss der Eyach im baden-württembergischen Zollernalbkreis.

## Geographie

### Verlauf

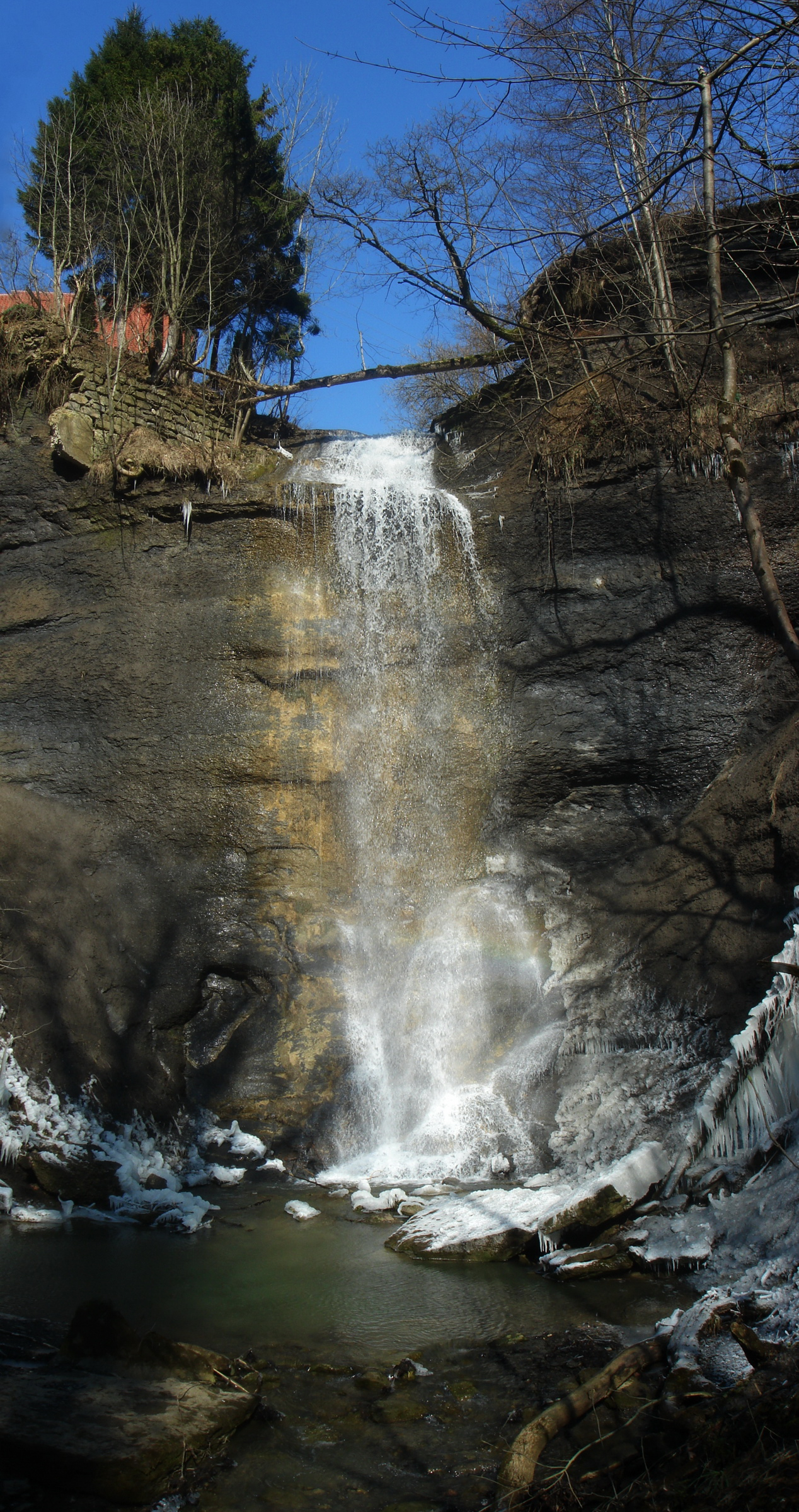
Zillhauser Wasserfall

Der Roschbach genannte Oberlauf entspringt am Talbrunnen im Gewann Hörnle im Naturschutzgebiet Irrenberg-Hundsrücken nordöstlich von Balingen-Streichen auf einer Höhe von 819 m ü. NHN. Nach der Vereinigung mit dem kürzeren, aber ein wenig einzugsgebietsreicheren rechten Aubenbach im nördlichen Zillhausen wird der Bachlauf Büttenbach genannt. Dieser fließt am fast nur an der linken und östlichen Bachseite liegenden Zillhausen vorbei. Noch auf Ortshöhe stürzt der Bach etwa 26 m über den Zillhauser Wasserfall hinab und tritt in einen schluchtartigen Talabschnitt ein, in dem er sich tief in den anstehenden Opalinuston eingegraben hat. Der Wasserfall verdankt seine Existenz einer härteren Gesteinsschicht aus Sandmergeln, die hier im oberen Bereich der Opalinuston-Formation eingeschaltet ist und als Wasserfallschichten bzw. auch als Zillhausen-Subformation bekannt ist. Der Büttenbach vereinigt sich nördlich von Stockenhausen mit dem von links und Süden zufließenden Bach aus dem Wannental, einem im Vergleich deutlich kleineren Gewässer, und wird fortan Schalksbach genannt. Der Bach umfließt Stockenhausen im Norden und Westen und mündet in Frommern von rechts und zuallerletzt Osten in die Eyach.
Der 8,8 km lange Lauf des Schalksbach (inklusive Roschbach) endet 265 Höhenmeter unterhalb seiner Quelle, er hat somit ein mittleres Sohlgefälle von etwa 30 ‰.

### Einzugsgebiet
Das gesamte Einzugsgebiet des Schalksbachs ist rund 15,8 km² groß und liegt an der Grenze der beiden Naturräume Hohen Schwabenalb und Südwestliches Albvorland. Der Bach läuft selbst vollständig im Albvorland, doch ist seine Talmulde im Bogen von Nordwest über Ost zu Südost von zur Hohen Schwabenalb der Schwäbischen Alb gerechneten Berghöhen umstanden.
Seine höchsten Punkte liegt am Nordwesteck wenig westlich des Talbrunnens auf dem 931,4 m ü. NHN hohen Westsporn Hundsrücken der Hohen Schwabenalb und am Nordosteck östlich dieser Quelle auf dem 924,9 m ü. NHN hohen Irrenberg.

### Zuflüsse
Liste der Zuflüsse von der Quelle zur Mündung. Auswahl.
Ursprung des Roschbachs auf etwa 819 m ü. NHN am Talbrunnen.
- Roschbach, linker Oberlauf von Osten, 4,2 km und 3,8 km²
- Aubenbach, rechter Oberlauf von Norden, 2,7 km und 3,9 km²
  - Bezighofenbach, von links und Osten zwischen Streichen und Zillhausen, 1,6 km
- Erlengraben, von links und Osten in Zillhausen, 0,8 km
- Stürzt über den Zillhauser Wasserfall
- Wannental, von links und Südosten vor Stockenhausen, 2,2 km und 1,7 km²
- Bach vom Withau, von rechts und Norden etwa gegenüber Stockenhausen, 1,2 km
Von diesem Zufluss an das vorher ab dem Zusammenfluss seiner Oberläufe Büttenbach genannte Gewässer Schalkbach genannt
- Bach vom Zimmereck, von links und Südosten zwischen Stockenhausen und Dürrwangen, 1,2 km

Mündung des Schalksbachs von rechts und Osten auf 554 m ü. NHN bei Frommern in die Eyach.

### LUBW
Amtliche Online-Gewässerkarte mit passendem Ausschnitt und den hier benutzten Layern: Lauf und Einzugsgebiet des Roschbachs

Allgemeiner Einstieg ohne Voreinstellungen und Layer: Daten- und Kartendienst der Landesanstalt für Umwelt Baden-Württemberg (LUBW) (Hinweise)
1. 1 2 3 4 5  Höhe ermittelt über WPS-Prozess (Geländehöhe).
2. ↑  Länge nach dem Layer Gewässernetz (AWGN).
3. ↑  Einzugsgebiet nach dem Layer Basiseinzugsgebiet (AWGN).

### Andere Belege
1. ↑  https://www.lgrb-bw.de/download_pool/Lith04_jm_BW.pdf
2. ↑  Friedrich Huttenlocher: Geographische Landesaufnahme: Die naturräumlichen Einheiten auf Blatt 178 Sigmaringen. Bundesanstalt für Landeskunde, Bad Godesberg 1959. → Online-Karte (PDF; 4,3 MB)